# 北海道道1126号銭函停車場線
北海道道1126号銭函停車場線（ほっかいどうどう1126ごう ぜにばこていしゃじょうせん）は、北海道小樽市内を結ぶ一般道道（北海道道）である。

## 概要

### 路線データ
- 起点：北海道小樽市銭函2丁目（JR北海道 函館本線 銭函駅）
- 終点：北海道小樽市見晴町（国道5号交点）
- 総延長：2.048 km
- 実延長：0.729 km
- 重用延長：1.319 km

### 道路管理者
- 後志総合振興局 小樽建設管理部 事業課

## 歴史
- 1994年（平成6年）4月1日 - 路線認定[1]。

北海道道632号銭函停車場見晴線の一部が主要道道認定を受けたことに伴い、一部ルートを変更の上で北海道道147号銭函インター線（認定当時は1110号）と分割、新たに認定。北海道道632号は同日廃止。

## 路線状況

### 重複区間
- 北海道道225号小樽石狩線（小樽市銭函2丁目〔起点〕 - 小樽市銭函2丁目）

## 地理

### 通過する自治体
- 後志総合振興局
  - 小樽市

### 交差する道路
小樽市
- 北海道道225号小樽石狩線 - 銭函2丁目（起点）、銭函2丁目（重複）
- 国道5号 - 見晴町（終点）

### 沿線にある施設など
- JR北海道 函館本線 銭函駅
- 銭函郵便局